# Калиновские
Калино́вские (бел. Каліноўскія, пол. Kalinowscy) — литовский, а позже и польский дворянский род герба Калинова, известный с конца XV века.

## История
На Подолье Калиновские стали известны с середины XVI столетия, когда братья Криштоф, Ян и Мартин приобрели имения около Камьянца. Самый младший из них Мартин, «дедич Нефёдовцев и Гуминцев», стал основателем гетманской линии Калиновских. Вскоре Калиновские появляются на Брацлавщине. В 1590—1596 годах Мартин Калиновский став собственником значительных территорий на левом побережье Днестра, стал крупнейшим землевладельцем Восточного Подолья. Его сын Валентий Александр в 1604 году получил должность старосты винницкого и брацлавского.

## Известные представители рода
- Валентий Александр Калиновский (?-1620) — генерал подольской земли и староста брацлавский и винницкий, убит в бою с турками Битве под Цецорой в 1620 году.
- Мартын Калиновский (1605—1652) — черниговский воевода и польный гетман коронный. Погиб в бою с казаками Богдана Хмельницкого у Батога (1652).
- Рафаил Калиновский (1835—1907) — инженер, повстанец, учитель, монах ордена босых кармелитов, опекун офицеров и солдат, святой католической церкви, почитается как заступник в тяжёлых и безнадёжных ситуациях.
- Вике́нтий Константи́н Калино́вский (1838—1864) — национальный герой Беларуси, один из руководителей восстания 1863 года.
- Ефим Максимилиан Калиновский (1892—?) — дворянин, князь, русский военачальник, участник Первой мировой и Гражданской войн. Георгиевский кавалер. В Белой армии — начальник Колчаковской дивизии; в ней же был произведён в генерал-майоры.

Род Калиновских разделился на 13 ветвей, внесённых в I и IV части родословной книги Виленской, Гродненской, Витебской, Волынской, Ковенской, Минской, Могилевской и Подольской губерний и в списки дворян Царства Польского. Герб Калинова (употребляют Калиновские) внесён в Часть 3 Гербовника дворянских родов Царства Польского, стр. 16.
Помимо этого есть ещё один польский и шесть русских родов Калиновских более позднего происхождения.